# Tadeusz Zabłocki (prawnik)
Tadeusz Zabłocki (17 listopada 1904 w Kijowie, zm. 13 marca 1997 w Londynie) – dziennikarz, kolekcjoner, prawnik.

## Życiorys
Ojciec, Witold Zabłocki był kupcem oraz właścicielem ziemskim. Majątek stracił podczas rewolucji październikowej. Dlatego w 1919 roku Zabłoccy wyjechali do Polski. Tadeusz w 1920 roku rozpoczął naukę w bydgoskim w tzw. Gimnazjum Kresowym, aby na krótko przenieść się do Lwowskiego Korpusu Kadetów. Szkołę średnią ukończył w II Państwowym Liceum i Gimnazjum w Bydgoszczy. Ukończył prawo na Uniwersytecie Poznańskim.
W latach 1928–1932 pracował w Ministerstwie Spraw Zagranicznych. Awansował na stanowisko zastępcy konsula generalnego w Amsterdamie. Zwolniony po romansie z mężatką, córką holenderskiego arystokraty. Do wybuchu II wojny światowej pracował jako adwokat w Łodzi. W 1939 roku przedostał się do Francji, a potem do Wielkiej Brytanii, gdzie pracował w Ministerstwie Informacji i Dokumentacji. Pisał również teksty do londyńskiego „Dziennika Polskiego”.
Po II wojnie światowej pozostał w Londynie początkowo pracując w handlu nieruchomościami. W 1946 roku kupił udziały w spółce handlującej meblami, antykami i luksusowymi tekstyliami, która została założona przez rodzinę Churchillów.
W lutym 1948 roku założył firmę zajmującą się wysyłaniem paczek Tazab and Company Limited z kapitałem zakładowym wynoszącym 100 funtów w jednofuntowych akcjach. Jego wspólnikiem był Kazimierz Strumiłło, a od 1959 roku Adam Larysz-Niedzielski. W 1949 roku dyrektorem został żona, Hanna Zabłocka.
Zabłocki założył filie firmy w większych skupiskach Polaków w Wielkiej Brytanii (Manchesterze, Birmingham, Bradford, Derby, Edynburgu, Kidderminster, Nottingham, Leicester, Swindon) oraz w Stanach Zjednoczonych (w Nowym Jorku) czy Australii (w Melbourne) oraz zatrudniał Polaków, którzy pozostali na emigracji. W latach 60. XX wieku firma zatrudniała ponad 70 osób. Z jej usług korzystali nie tylko Polacy, ale też Ukraińcy, Litwini, Łotysze, Rosjanie czy Jugosłowianie. W 1990 roku zarząd nad firmą przejęły córki.
Zabłocki sponsorował emigracyjne instytucje i ludzi pióra (m.in. Józefa Mackiewicza), fundował doroczną nagrodę literacką tygodnika „Wiadomości”,  wspomagał wydawnictwa książkowe, polską szkołę w Mannheim.  Był kolekcjonerem i po odbudowie Zamku Królewskiego w Warszawie przekazał w depozyt kolekcję obrazów, saskiej porcelany, meble i zabytki piśmiennictwa.
Zmarł 13 marca 1997 roku w Londynie.

## Publikacje
- Na Wschodzie bez zmian 1988[1]